# Filip Delaveris
Filip Møller Delaveris (10 december 2000) is een Noors voetballer die als aanvaller voor SK Brann speelt.

## Carrière
Filip Delaveris speelde in de jeugd van FC Lyn Oslo en Odds BK, waar hij van 2017 tot 2019 ook in het tweede elftal actief was. Op 24 november 2018 debuteerde hij in het eerste elftal van Odds BK, in de met 1-0 verloren uitwedstrijd tegen SK Brann. In de loop van het seizoen 2019 werd hij een vaste waarde in het elftal. Hij scoorde zijn eerste doelpunt voor de club op 2 mei 2019, in de met 2-7 gewonnen bekerwedstrijd tegen Storm BK waarin hij ook een assist gaf. Zijn eerste twee competitiedoelpunten scoorde hij in de met 3-0 gewonnen thuiswedstrijd tegen Sarpsborg 08 FF. In januari 2020 vertrok hij naar Vitesse, waar hij een contract tot medio 2023 tekende. Hij maakte op 18 oktober 2020 zijn debuut in Den Haag, in de met 0-2 gewonnen uitwedstrijd tegen ADO. Door blessures kwam hij niet verder dan deze ene wedstrijd voor Vitesse, en in de winterstop van het seizoen 2020/21 vertrok hij naar SK Brann. Met Brann degradeerde hij uit de Eliteserien. Na de degradatie kwam hij weinig in actie voor Brann, wat hem achtereenvolgens aan competitiegenoot KFUM Oslo, Jönköpings Södra IF en Sandnes Ulf verhuurde.

### Statistieken

#### Beloften
| Seizoen                       | Club            | Land            | Competitie      | Competitie | Competitie | Totaal | Totaal |
| Seizoen                       | Club            | Land            | Competitie      | Wed.       | Dlp.       | Wed.   | Dlp.   |
| ----------------------------- | --------------- | --------------- | --------------- | ---------- | ---------- | ------ | ------ |
| 2017                          | Odds BK II      | Noorwegen       | 2. Divisjon     | 20         | 5          | 20     | 5      |
| 2018                          | Odds BK II      | Noorwegen       | 2. Divisjon     | 20         | 1          | 20     | 1      |
| 2019                          | Odds BK II      | Noorwegen       | 2. Divisjon     | 12         | 5          | 12     | 5      |
| Totaal beloften               | Totaal beloften | Totaal beloften | Totaal beloften | 52         | 11         | 52     | 11     |
| Bijgewerkt op 12 januari 2024 |                 |                 |                 |            |            |        |        |

#### Senioren
| Seizoen                       | Club                  | Land            | Competitie      | Competitie | Competitie | Beker | Beker | Overig | Overig | Totaal | Totaal |
| Seizoen                       | Club                  | Land            | Competitie      | Wed.       | Dlp.       | Wed.  | Dlp.  | Wed.   | Dlp.   | Wed.   | Dlp.   |
| ----------------------------- | --------------------- | --------------- | --------------- | ---------- | ---------- | ----- | ----- | ------ | ------ | ------ | ------ |
| 2018                          | Odds BK               | Noorwegen       | Eliteserien     | 1          | 0          | 0     | 0     | 0      | 0      | 1      | 0      |
| 2019                          | Odds BK               | Noorwegen       | Eliteserien     | 15         | 3          | 6     | 3     | 0      | 0      | 21     | 6      |
| 2019/20                       | Vitesse               | Nederland       | Eredivisie      | 0          | 0          | 0     | 0     | 0      | 0      | 0      | 0      |
| 2020/21                       | Vitesse               | Nederland       | Eredivisie      | 1          | 0          | 0     | 0     | 0      | 0      | 1      | 0      |
| 2021                          | SK Brann              | Noorwegen       | Eliteserien     | 12         | 0          | 2     | 1     | 0      | 0      | 14     | 1      |
| 2022                          | SK Brann              | Noorwegen       | 1. divisjon     | 0          | 0          | 2     | 0     | 0      | 0      | 2      | 0      |
| 2022                          | → KFUM Oslo           | Noorwegen       | 1. divisjon     | 22         | 5          | 2     | 0     | 1      | 0      | 25     | 5      |
| 2023                          | → Jönköpings Södra IF | Zweden          | Superettan      | 12         | 0          | 4     | 0     | 0      | 0      | 16     | 0      |
| 2023                          | → Sandnes Ulf         | Noorwegen       | 1. divisjon     | 9          | 0          | 0     | 0     | 0      | 0      | 9      | 0      |
| Totaal senioren               | Totaal senioren       | Totaal senioren | Totaal senioren | 72         | 8          | 16    | 4     | 1      | 0      | 89     | 12     |
| Carrièretotaal                | Carrièretotaal        | Carrièretotaal  | Carrièretotaal  | 124        | 19         | 16    | 4     | 1      | 0      | 141    | 23     |
| Bijgewerkt op 12 januari 2024 |                       |                 |                 |            |            |       |       |        |        |        |        |